# Cedella Marley
Cedella Marley (Kingston, 23 agosto 1967) è una scrittrice e imprenditrice giamaicana.

## Biografia
È la figlia primogenita dei cantanti reggae Bob Marley e Rita Marley. Sposata con David Minto e residente a Miami, in Florida, ha un figlio, Skip Marley, anche lui impegnato nella musica. Ha fatto parte del gruppo musicale Ziggy Marley and the Melody Makers, formato a Brooklyn nel 1979. Appare in alcuni film tra cui Jamaica Cop (1989) e Joey Breaker (1993).
Come imprenditrice è diventata manager dell'etichetta discografica Tuff Gong, fondata da suo padre, ed è diventata stilista arrivando a disegnare le divise della nazionale giamaicana per le Olimpiadi 2012. Dal 2014 si è dedicata anche alla nazionale di calcio femminile della Giamaica, che ha risollevato sia economicamente che calcisticamente portandola alla qualificazione ai campionato mondiale femminile di calcio 2019.

## Discografia parziale

### Singoli
- 2020 - One World, One Prayer (con The Wailers, Skip Marley, Farruko e Shaggy)
- 2022 - Diamonds In the Sun (con Tanya Stephens e Diana King)

## Libri
- (EN) 56 Thoughts from 56 Hope Road. The Sayings & Psalms of Bob Marley, 2002.
- (EN) Three Little Birds, 2006.
- (EN) The Boy from Nine Miles. The Early Life of Bob Marley, Young Spirit Books, 2008.
- (EN) One Love, 2011.
- (EN) Every Little Thing. Based on the song 'Three Little Birds' by Bob Marley, 2012.